# Hieronyma paucinervis
Hieronyma paucinervis är en emblikaväxtart som beskrevs av Ignatz Urban. Hieronyma paucinervis ingår i släktet Hieronyma och familjen emblikaväxter. Inga underarter finns listade i Catalogue of Life.